# Harald B. Schäfer
Harald Bernd Schäfer (* 20. Juli 1938 in Oberdielbach, heute Ortsteil von
Waldbrunn; † 22. Januar 2013 in Offenburg) war ein deutscher Lehrer und Politiker (SPD), ab 1972 Mitglied des Deutschen Bundestages.

## Ausbildung und Beruf
Nach dem Abitur 1958 am Gymnasium in Eberbach am Neckar studierte Harald Schäfer von 1958 bis 1964 Geschichte, Deutsch und Politische Wissenschaften an den Universitäten in  Heidelberg und München, absolvierte er 1964 das erste Staatsexamen, war ab 1965 im Schuldienst und schloss sein Studium 1966 mit dem zweiten Staatsexamen ab. Dann trat er als Studienrat in den Schuldienst in Baden-Württemberg ein und wurde später zum Oberstudienrat befördert.

## Politische Tätigkeit
Harald B. Schäfers politische Aktivitäten begannen 1962, als er sich der SPD anschloss. 1963 war er Vorsitzender des Sozialdemokratischen Hochschulbundes (SHB) an der Universität Heidelberg, ab 1964 Kreisvorsitzender der Jungsozialisten in Heidelberg, von 1965 bis 1969 stellvertretender Landesvorsitzender der Jungsozialisten in Baden-Württemberg, ab 1971 für ein Jahr Kreisvorsitzender der SPD Heidelberg und von 1973 bis 1977 Kreisvorsitzender der SPD Ortenau. Ab 1977 war er fast 20 Jahre lang einer der Stellvertretenden Landesvorsitzenden der SPD Baden-Württemberg.
Nach der Bundestagswahl am 19. November 1972 zog er per SPD-Landesliste als Abgeordneter in den Deutschen Bundestag ein, dem er bis 1992 angehörte. Im Bundestag war Schäfer als Obmann der SPD zunächst bis 1987 Mitglied im Innenausschuss und anschließend bis 1992 Mitglied im Ausschuss für Umwelt, Naturschutz und Reaktorsicherheit. 
Schäfer plädierte gegen Kernenergie und Kernenergie in Deutschland, für Tempolimits und setzte sich früh für den Ausbau regenerativer Energien ein. 
1979 bis 1982 war er Mitglied, 1981 Vorsitzender der Enquete-Kommission „Zukünftige Kernenergie-Politik“ des deutschen Bundestages, 1980–1988 Mitglied des Vorstandes, 1988 stellvertretender Vorsitzender und 1988 Vorsitzender Arbeitskreis VI Umwelt und Energie der SPD-Bundestagsfraktion.
Nach der Landtagswahl am 5. April 1992 übernahm eine Große Koalition die Landesregierung. Ministerpräsident Erwin Teufel berief Schäfer in sein Kabinett. Vom 11. Juni 1992 bis 11. Juni 1996 war er Minister für Umwelt. Nach der Landtagswahl am 24. März 1996 schlossen die CDU und die FDP/DVP eine Koalition; Schäfer verlor somit sein Ministeramt. Kurz vor Bildung der neuen Landesregierung gab er den Verzicht auf sein Landtagsmandat bekannt. Er trat sein Mandat kurzzeitig an und legte es dann am 4. Juni 1996 zugunsten von Christine Rudolf nieder.

## Familie
Schäfer lebte in Offenburg, hinterließ seine Frau Astrid Schäfer, geborene Redecker, mit der er seit 1968 verheiratet war, eine Tochter und einen Sohn.